# Baranjska nizina
Baranjska nizina, jedna od 4 baranjske mikroregije. Obuhvaća nizinu južno i jugozapadno od Banske kose i naselja Baranjsko Petrovo Selo, Bolman, Čeminac, Darda, Draž, Grabovac, Jagodnjak, Jasenovac, Kneževi Vinogradi, Kozarac, Majške Međe, Mece, Mirkovac, Mitrovac, Novi Bezdan, Novi Bolman, Novi Čeminac, Novo Nevesinje, Petlovac, Podravlje, Podunavlje, Sokolovac, Sudaraž, Širine, Švajcarnica, Torjanci, Tvrđavica, Uglješ i Zeleno Polje.

## Napomena
- U "Leksikonu naselja Hrvatske" Božidara Feldbauera  (2004-2005. g.) stoji da Suza pripada mikroregiji Baranjska nizina. Vjerojatno se radi o grešci jer nema razlike u geografskom položaju Suze i npr. Zmajevca, koji pripada mikroregiji Banska kosa.